# Tatinghem
Tatinghem korábbi község Franciaországban, Pas-de-Calais megyében. Lakosainak száma 1837 fő (2018. január 1.). Tatinghem Saint-Martin-au-Laërt, Leulinghem, Longuenesse, Salperwick, Wisques és Zudausques községekkel határos.
2016. január 1-jén Saint-Martin-au-Laërt korábbi községgel egyesült és az így létrejött Saint-Martin-lez-Tatinghem új község része lett.

## Népesség
A település népessége az elmúlt években az alábbi módon változott:
| Lakosok száma | 693  | 962  | 925  | 1462 | 1589 | 1812 | 1803 | 1861 | 1808 | 1837 |
|               | 1962 | 1968 | 1975 | 1982 | 1990 | 2008 | 2013 | 2015 | 2017 | 2018 |